# Céke
Céke (szlovákul Cejkov) község Szlovákiában, a Kassai kerület Tőketerebesi járásában.

## Fekvése
Tőketerebestől 19 km-re, délre található.

## Története
A község területén már a paleolitikumban éltek emberek.
A falu Céke várának szolgálófalujaként keletkezett, 1381-ben „Cheke” alakban említi először oklevél, majd 1396-ban „Ceyke” néven találjuk. Első, 13. századi várát 1404-ben Zsigmond király leromboltatta. 1438-ban „Czeke” néven tűnik fel a település az írott forrásokban. A 15. századtól több nemesi család birtoka. 1439-ben Cékei Márton visszaszerezte és helyreállította várát. 1473-ban az országgyűlés a lerombolását rendelte el. 1670-ben a falut Kereskényi Gáspár serege élén felégette és negyven embert végeztetett ki. A várat valószínűleg 1673-ban, a kuruc harcokban rombolták le végleg. 1715-ben 7 ház nélküli és 3 lakott jobbágytelekkel rendelkezett a falu. 1787-ben 17 házában 94 lakos élt.
A 18. század végén Vályi András így ír róla: „CZEKE. Cekov. Elegyes tót falu Zemplén Vármegyében, földes Ura Gróf Klobusiczky Uraság, vagy a’ Posoni Sz. Erzsébet’ Szerzetebéli Apátzák, lakosai katolikusok, fekszik 1/4. órányira Magyar Jesztrebhez, a’ Zempléni hegyek tövében, ’s a’ Minorita Szerzeteseknek is lakó helye vala, termékeny határja hasonló Barantshoz, ’s nevezetes javaihoz képest, első Osztálybéli.”
A 19. század elején várának még egy bástyája állott és sáncai is jól kivehetők voltak. A falu határa a Szirmayak kedvelt vadászterülete volt, akik 1808-tól voltak birtokosai a községnek. 1828-ban 22 háza volt 179 lakossal, akik erdei munkákkal, szénégetéssel, szőlőtermesztéssel foglalkoztak. 1831-ben részt vettek a koleralázadásban.
Fényes Elek 1851-ben kiadott geográfiai szótárában így ír a településről: „Czéke, tót-orosz falu, Zemplén vgyében, Zemplénhez északra 1 órányira: 614 r., 148 g. kath., 31 ref., 86 zsidó lak. Kath. paroch. templom. 849 hold szántóföld. Nagy erdő. Hajdan itt állott Czekevára, most pedig Pósa fő birtokos urnak kastélyja ékesiti. – Többi birtokosok: Boronkay, Balogh, Egry s m. Ut. p. Velejte.”
Borovszky Samu monográfiasorozatának Zemplén vármegyét tárgyaló része szerint: „Czéke, kisközség, körjegyzőségi székhely, 194 házzal és 1020 lakossal, kiknek nagyobb része magyar és vallásuk róm. katholikus. Posta van a faluban, ellenben legközelebbi távírója és vasúti állomása Sátoraljaujhely. A Kaplony nembeli Czékey család fészke és névadó községe. Mint egyházas helységet, Cheyce alakban említi az egyháztörténet a XIV. század 30-as éveiben. Hajdan vára is volt, melyet már 1407-ben leromboltak, de Zsigmond király a birtokot Czékey fia Márton fiainak, Mártonnak és Györgynek, továbbá Sóvári Soós Gergely fiának, Péternek hűtlensége következtében Kerecsényi Miklós fiának, Miklósnak adományozza azzal a kikötéssel, hogy a várat újra felépítse. 1423-ban Czékey Márton ismét visszakapja a várat és a várbirtokot, de ugyanakkor a Farkas család is birtokos itt. 1436-ban a vár és tartozékai az Imreghi család kezében vannak. 1438-ban a Sóvári Soósok az urai egész 1461-ig, de közben 1456-ban a Pálócziak is. Ekkor azonban a Pálócziak a maguk részét a Dobi és a Monaki családnak zálogosítják el, míg a másik rész a Czékeyek birtokában marad. 1503-ban ez a rész Czékey Zsófia férjéé, Dobó Domonkosé lett. 1538-ban Perényi Péter a vár ura, míg a Tárczai-féle részt szintén a Dobó család kapja. 1568-ban Ráskay Ferencz, egy évvel később pedig Melyth Péter és Pál vannak említve birtokosokként; az 1598-iki összeírás Melyth Pált, Jobbos Andrást, Czobor Mihályt, Soós Istvánt és Andrást sorolja fel. 1609-ben Sándor Jánost iktatják egyes részeibe. 1619-ben Beliske János kap itt némely részbirtokot és egy kúriát. 1629-ben 'Sennyey Sándor, 1650-ben Láczay András, 1658-ban Lapispataky Mihály, 1660-ban Pethő János, 1669-ben Pap István és Zuthy Dorottya szerepelnek birtokosokként. 1722-ben a Kapy család is felbukkan, 1774-ben pedig a Klobusitzky család, Schuller Lipót, Rozgonyi Sándor, Csáky Imre, Almásy Mihály, Horváth Imre és Szikszay József kezén van, továbbá a Possa, Boronkay, Egry, Siró és Ilosvay családok birják. 1808-ban Szirmay Antal kap a birtokra kir. adományt, azonban az itteni kastély Klobusitzky Istváné marad. A mult század elején a gróf Klobusitzky, gróf Csáky, a Schuller, Boronkay, Rozgonyi, Almásy, Horváth, Szikszay és Batha családoknak volt itt birtokuk. Hajdani várának emlékét ma már csak a »Várhegy« tartja fenn, a községben álló várkastély pedig ma idegen kézen van. E község lakosai is sokat szenvedtek 1663-ban a pestistől és 1831-ben a kolerától. A faluban két templom áll fenn. A római kath. templom építési ideje ismeretlen, a gör. kath. pedig 1857-ben épült. Ide tartozik Kisfalud-puszta,mely 1406-ban Kisfaludi Kiss Márké volt. Hajdan község, melyet a Bodrog áradása pusztított el. Czéke sorsában osztozott és nagyobbára a czékei urak voltak itt is birtokosok. Czéke várával említik Bikkest is, mely az idők folyamán Bykes és Bykus alakban szerepel. Ez is a czékei vár sorsában osztozott és utolsó nyomát 1569-ben találjuk, a mikor praedium s Melyth Péter és Pál az urai. A »czéki erdő«, mint vadas terület, még ma is híres.”
A trianoni diktátumig Zemplén vármegye Sátoraljaújhelyi járásához tartozott, ezután a csehszlovák állam része lett. A háború után a nemzetiségek számaránya teljesen megfordult. 1938 és 1944 között újra Magyarországhoz tartozott.

## Népessége
| Év:            | 1994. | 2004.   | 2014.   | 2024.   |
| -------------- | ----- | ------- | ------- | ------- |
| Emberek száma: | 1217  | 1206    | 1157    | 1127    |
| Eltérés:       |       | -0,90 % | -4,06 % | -2,59 % |

| Év:            | 2023. | 2024.   |
| -------------- | ----- | ------- |
| Emberek száma: | 1138  | 1127    |
| Eltérés:       |       | -0,96 % |

1880-ban 1018 lakosából 153 magyar és 816 szlovák anyanyelvű volt.
1890-ben 994 lakosából 115 magyar és 826 szlovák anyanyelvű volt.
1900-ban 1020 lakosából 859 magyar és 155 szlovák anyanyelvű volt.
1910-ben 1029 lakosából 905 magyar, 112 szlovák és 12 egyéb anyanyelvű volt. Ebből 698 római katolikus, 238 görög katolikus, 88 izraelita és 5 református vallású volt.
1921-ben 1081 lakosából 92 magyar és 853 csehszlovák volt.
1930-ban 1184 lakosából 10 ruszin, 25 magyar, 55 zsidó, 1072 csehszlovák és 22 állampolgárság nélküli volt.
1941-ben 1309 lakosából 842 magyar és 463 szlovák volt.
1970-ben 1490 lakosából 8 magyar és 1471 szlovák volt.
1980-ban 1360 lakosából 22 magyar és 1329 szlovák volt.
1991-ben 1217 lakosából 25 magyar és 1189 szlovák volt.
2001-ben 1239 lakosából 15 magyar és 1200 szlovák volt.
2011-ben 1200 lakosából 9 magyar és 1115 szlovák volt.
2021-ben 1171 lakosából 7 (+4) magyar, (+5) cigány, 4 (+5) ruszin, 1131 (+2) szlovák, 7 egyéb és 22 ismeretlen nemzetiségű volt.

## Nevezetességei
- A falu feletti Várhegyen találhatók az egykori vár csekély maradványai.
- Görögkatolikus temploma 1805-ben épült.
- A falu területén ásványvíz források találhatók.
- A falu területén találták a vandálokhoz kötött híres Cékei leletet.